# 苯并咪唑烷
苯并咪唑烷是一种含氮有机化合物，化学式C7H8N2，可看作苯与咪唑啉稠合而成的杂环化合物。